# Trofim Kołomijec
Trofim Kalinowicz Kołomijec (ros. Трофим Калинович Коломиец, ur. 16 września?/28 września 1894 w Jelizawietgradzie, zm. 4 kwietnia 1971 w Wołgogradzie) – radziecki dowódca wojskowy, generał porucznik.

## Życiorys
W 1915 został powołany do rosyjskiej armii, uczestniczył w I wojnie światowej jako podoficer, 1919 wstąpił do Armii Czerwonej, brał udział w wojnie domowej jako dowódca pułku na Froncie Południowym. Po wojnie był komisarzem i dowódcą pułku piechoty, pomocnikiem dowódcy i dowódcą dywizji piechoty, 1927 ukończył kursy „Wystrieł”, 1934 Akademię Wojskową im. Frunzego, a 1941 kursy przy Wojskowej Akademii Sztabu Generalnego. W listopadzie 1939 został dowódcą 32 Korpusu Piechoty na Zabajkalu, po ataku Niemiec na ZSRR walczył na Froncie Zachodnim, od lipca 1941 do lipca 1942 był zastępcą dowódcy, a od lipca do października 1942 dowódcą 51 Armii, uczestniczył w walkach na Krymie. Później brał udział w operacji Mius, operacji donbaskiej, melitopolskiej, białoruskiej i wschodniopruskiej, 15 września 1943 otrzymał stopień generała porucznika, po wojnie był zastępcą dowódcy 57 Armii i 9 Armii Zmechanizowanej, 1948 zakończył służbę wojskową.